# Pasta alla Norma
Pasta alla Norma to włoskie danie  z makaronu i bakłażana. Jest to potrawa kuchni sycylijskiej. Danie pochodzi  z Katanii.
Oryginalna pasta alla norma składa się z makaronu penne, pomidorów, smażonego bakłażana, startego sera ricotta, często też dodatku sałaty i bazylii.